# Knopka
Knopka – przysiółek wsi Ose w Polsce, położony w województwie dolnośląskim, w powiecie oleśnickim, w gminie Międzybórz. Wchodzi w skład sołectwa Ose.
W latach 1975–1998 przysiółek administracyjnie należał do województwa kaliskiego.